# Bandera de la Llagosta

## Descripció
Bandera apaïsada de proporcions dos d'alt per tres de llarg, groga i al centre, la llagosta vermella de l'escut mirant a l'asta, d'altura 1/3 de la del drap i amplada 7/9 de la del mateix drap.

## Història
Va ser publicat en el DOGC el 27 d'octubre de 1998.
La llagosta és el senyal parlant tradicional.